# Viktor Bauer
Pour les articles homonymes, voir Viktor Bauer (homme politique) et Bauer.
 Viktor Bauer  (19 septembre 1915 - 13 décembre 1969), est un pilote de chasse allemand et as de la Seconde Guerre mondiale.

## Biographie
Viktor Bauer entre dans l'infanterie dès 1935 avant de basculer dans la Luftwaffe l'année suivante. Il débute ainsi la guerre avec le grade de Leutnant au sein du I./JG 77 et réalise ses deux premières victoires lors de la campagne de France. Transféré au III./JG 3 à la 9. Staffel vers la fin de la bataille d'Angleterre après un passage en écolage, il y obtient un troisième succès puis un quatrième le 5 février 1941, soit au total trois Hurricane et un Spitfire. Promu Staffelkapitän de la 9./JG 3 après la mort accidentelle de son chef d'escadrille, l'Oberleutnant Bauer va faire grimper son score en flèche lors de l'opération Barbarossa. Du 25 au 30 juin, il descend 15 avions soviétiques (dont un quintuplé) dans ce qui sera le meilleur score allemand en juin tous fronts confondus. Inarrêtable, l'as forme avec le Gruppenkommandeur Walter Oesau et les chefs des 7. et 8./JG 3, Kurt Sochatzy et Franz Beyer, le fer de lance du III./JG 3. Titulaire de 37 victoires au 23 juillet (dont un second quintuplé), Bauer est cependant ce jour-là touché par sa propre Flak qui le contraint à un atterrissage d'urgence, mais son Bf 109 se retourne. Gravement blessé, il restera hospitalisé jusqu'en décembre, non sans recevoir entretemps la Ritterkreuz le 30 juillet.
De nouveaux sur pieds, Viktor Bauer retrouve sa place de leader de la 9./JG 3 et prend part à la protection de la poche de Demiansk au cours de l'hiver 1942. Avion teint en blanc pour l'occasion, l'as pousse son palmarès à plus 50 victoires,. Le III./JG 3 se déploya dans la foulée pour la prise de la ville de Stalingrad. Pour la 9./JG 3 de Bauer, c'est bombance tant l'unité cumule les victoires et pourvoie des as, tel Rolf Diegardt, Eberhard von Boremski, Georg Schentke, Siegfried Engfer, Walter Ohlrogge. Rien qu'en juillet, l'Oberleutnant Bauer descend personnellement 33 avions, multipliant quadruplés et quintuplés journaliers. Il reçoit alors les feuilles de chêne le 26 juillet après 102 victoires. Le 10 août cependant, il est de nouveau grièvement blessé en se crashant à l'atterrissage après l'endommagement de son avion par les tirs défensifs d'un bombardier,.
Promu Hauptmann un mois plus tard, il passera commandant des unités de chasse avancées Ergänzungs-Jagdgruppe Ost à partir de juillet 1943 en tant que Major, puis Ergänzungs-Jagdgeschwader 1 de décembre 1944 jusqu'à la fin de la guerre avec le grade final d'Oberst. Capturé par les Soviétiques mais rapidement libéré, il meurt à 54 ans le 13 décembre 1969. Son score final s'établit à 106 victoires en 400 missions. Viktor Bauer aura eu un début de carrière quasi similaire à celle de l'as allemand Günther Rall : une poignée de succès en 1940 puis promu chef d'escadrille dans la foulée ; s'ensuit un score qui s'envole en Russie, stoppé net par une blessure ; des succès qui reprennent en fanfare en 1942, mais Stalingrad signera sa fin de carrière, à l'inverse de Rall. Une blessure qui, ironiquement, lui sauva peut-être la vie, car Viktor Bauer sera le pilote de la JG 3 ayant le plus haut score à survivre à la guerre.

## Source
- (en) Cet article est partiellement ou en totalité issu de l’article de Wikipédia en anglais intitulé « Viktor Bauer » (voir la liste des auteurs).